# Liste des matchs de l'équipe du Bhoutan de football par adversaire
Cette liste présente les matchs de l'équipe du Bhoutan de football par adversaire rencontré.
- Haut – A
- B
- C
- D
- E
- F
- G
- H
- I
- J
- K
- L
- M
- N
- O
- P
- Q
- R
- S
- T
- U
- V
- W
- X
- Y
- Z

## A

### Afghanistan

#### Confrontations
Confrontations entre l'Afghanistan et le Bhoutan :
|   | Date             | Lieu               | Match                 | Score | Compétition                                        |
| - | ---------------- | ------------------ | --------------------- | ----- | -------------------------------------------------- |
| 1 | 8 juin 2008      | Colombo            | Afghanistan - Bhoutan | 1-3   | Coupe d'Asie du Sud de football 2008 (gr. B)       |
| 2 | 23 mars 2011     | Gurgaon            | Bhoutan - Afghanistan | 0-3   | AFC Challenge Cup 2012 (tour préliminaire)         |
| 3 | 25 mars 2011     | Gurgaon            | Afghanistan - Bhoutan | 2-0   | AFC Challenge Cup 2012 (tour préliminaire)         |
| 4 | 7 décembre 2011  | Delhi              | Afghanistan - Bhoutan | 8-1   | Championnat d'Asie du Sud de football 2011 (gr. A) |
| 5 | 2 septembre 2013 | Katmandou          | Afghanistan - Bhoutan | 3-0   | Championnat d'Asie du Sud de football 2013 (gr. B) |
| 6 | 26 décembre 2015 | Thiruvananthapuram | Bhoutan - Afghanistan | 0-3   | Championnat d'Asie du Sud de football 2015 (gr. B) |

#### Bilan
Au 30 mars 2019 :
- Total de matchs disputés : 6
- Victoires de l'Afghanistan : 5
- Match nul : 0
- Victoires du Bhoutan : 1
- Total de buts marqués par l'Afghanistan : 20
- Total de buts marqués par le Bhoutan : 4

### Arabie saoudite

#### Confrontations
Confrontations entre l'Arabie saoudite et le Bhoutan :
|   | Date            | Lieu    | Match                     | Score | Compétition                                                  |
| - | --------------- | ------- | ------------------------- | ----- | ------------------------------------------------------------ |
| 1 | 8 octobre 2003  | Djeddah | Arabie saoudite - Bhoutan | 6-0   | Tour qualificatif à la Coupe d'Asie des nations 2004 (gr. C) |
| 2 | 15 octobre 2003 | Djeddah | Arabie saoudite - Bhoutan | 4-0   | Tour qualificatif à la Coupe d'Asie des nations 2004 (gr. C) |

#### Bilan
Au 31 mars 2019 :
- Total de matchs disputés : 2
- Victoires de l'Arabie saoudite : 2
- Match nul : 0
- Victoires du Bhoutan : 0
- Total de buts marqués par l'Arabie saoudite : 10
- Total de buts marqués par le Bhoutan : 0

## B

### Bangladesh

#### Confrontations
Confrontations entre le Bangladesh et le Bhoutan :
|    | Date              | Lieu               | Match                | Score | Compétition                                                   |
| -- | ----------------- | ------------------ | -------------------- | ----- | ------------------------------------------------------------- |
| 1  | 18 septembre 1984 | Katmandou          | Bangladesh - Bhoutan | 2-0   | Jeux sud-asiatiques de 1984                                   |
| 2  | 22 novembre 1987  | Calcutta           | Bangladesh - Bhoutan | 3-0   | Jeux sud-asiatiques de 1987 (gr. B)                           |
| 3  | 15 janvier 2003   | Dacca              | Bangladesh - Bhoutan | 3-0   | Coupe d'Asie du Sud de football 2003 (gr. B)                  |
| 4  | 8 décembre 2005   | Karachi            | Bangladesh - Bhoutan | 3-0   | Coupe d'Asie du Sud de football 2005 (gr. B)                  |
| 5  | 4 juin 2008       | Colombo            | Bangladesh - Bhoutan | 1-1   | Coupe d'Asie du Sud de football 2008 (gr. B)                  |
| 6  | 4 décembre 2009   | Dacca              | Bangladesh - Bhoutan | 4-1   | Coupe d'Asie du Sud de football 2009 (gr. B)                  |
| 7  | 28 décembre 2015  | Thiruvananthapuram | Bhoutan - Bangladesh | 0-3   | Championnat d'Asie du Sud de football 2015 (gr. B)            |
| 8  | 6 septembre 2016  | Dacca              | Bangladesh - Bhoutan | 0-0   | Éliminatoires de la Coupe d'Asie des nations de football 2019 |
| 9  | 10 septembre 2016 | Thimphou           | Bhoutan - Bangladesh | 3-1   | Éliminatoires de la Coupe d'Asie des nations de football 2019 |
| 10 | 4 septembre 2018  | Dacca              | Bangladesh - Bhoutan | 2-0   | Championnat d'Asie du Sud de football 2018 (gr. A)            |
| 11 | 29 septembre 2019 | Dacca              | Bangladesh - Bhoutan | 4-1   | Match amical                                                  |
| 12 | 3 octobre 2019    | Dacca              | Bangladesh - Bhoutan | 2-0   | Match amical                                                  |

#### Bilan
Au 22 novembre 2019 :
- Total de matchs disputés : 12
- Victoires du Bangladesh : 9
- Match nul : 2
- Victoires du Bhoutan : 1
- Total de buts marqués par le Bangladesh : 28
- Total de buts marqués par le Bhoutan : 6

### Brunei

#### Confrontations
Confrontations entre Brunei et le Bhoutan :
|   | Date         | Lieu       | Match            | Score | Compétition                    |
| - | ------------ | ---------- | ---------------- | ----- | ------------------------------ |
| 1 | 6 avril 2006 | Chittagong | Brunei - Bhoutan | 0-0   | AFC Challenge Cup 2006 (gr. B) |
| 2 | 15 mai 2008  | Iloilo     | Bhoutan - Brunei | 1-1   | AFC Challenge Cup 2008 (gr. B) |

#### Bilan
Au 30 mars 2019 :
- Total de matchs disputés : 2
- Victoires de Brunei : 0
- Match nul : 2
- Victoires du Bhoutan : 0
- Total de buts marqués par Brunei : 1
- Total de buts marqués par le Bhoutan : 1

## C

### Cambodge

#### Confrontations
Confrontations entre le Cambodge et le Bhoutan :
|   | Date         | Lieu       | Match              | Score | Compétition  |
| - | ------------ | ---------- | ------------------ | ----- | ------------ |
| 1 | 20 août 2015 | Phnom Penh | Cambodge - Bhoutan | 2-0   | Match amical |

#### Bilan
Au 30 mars 2019 :
- Total de matchs disputés : 1
- Victoires du Cambodge : 1
- Match nul : 0
- Victoires du Bhoutan : 0
- Total de buts marqués par le Cambodge : 2
- Total de buts marqués par le Bhoutan : 0

### Chine

#### Confrontations
Confrontations entre la Chine et le Bhoutan :
|   | Date             | Lieu     | Match           | Score | Compétition                                                   |
| - | ---------------- | -------- | --------------- | ----- | ------------------------------------------------------------- |
| 1 | 16 juin 2015     | Thimphou | Bhoutan - Chine | 0-6   | Éliminatoires de la Coupe d'Asie des nations de football 2019 |
| 2 | 12 novembre 2015 | Changsha | Chine - Bhoutan | 12-0  | Éliminatoires de la Coupe d'Asie des nations de football 2019 |

#### Bilan
Au 30 mars 2019 :
- Total de matchs disputés : 2
- Victoires de la Chine : 2
- Match nul : 0
- Victoires du Bhoutan : 0
- Total de buts marqués par la Chine : 18
- Total de buts marqués par le Bhoutan : 0

## G

### Guam

#### Confrontations
Confrontations entre Guam et le Bhoutan :
|   | Date          | Lieu     | Match          | Score | Compétition                                                  |
| - | ------------- | -------- | -------------- | ----- | ------------------------------------------------------------ |
| 1 | 23 avril 2003 | Thimphou | Bhoutan - Guam | 6-0   | Tour préliminaire à la Coupe d'Asie des nations 2004 (gr. F) |
| 2 | 6 juin 2019   | Thimphou | Bhoutan - Guam | 1-0   | Éliminatoires de la Coupe d'Asie des nations 2023 (1er tour) |
| 3 | 11 juin 2019  | Dededo   | Guam - Bhoutan | 5-0   | Éliminatoires de la Coupe d'Asie des nations 2023 (1er tour) |

#### Bilan
Au 16 juin 2019 :
- Total de matchs disputés : 3
- Victoires de Guam : 1
- Match nul : 0
- Victoires du Bhoutan : 2
- Total de buts marqués par Guam : 5
- Total de buts marqués par le Bhoutan : 7

## H

### Hong Kong

#### Confrontations
Confrontations entre Hong Kong et le Bhoutan :
|   | Date            | Lieu     | Match               | Score | Compétition                                                   |
| - | --------------- | -------- | ------------------- | ----- | ------------------------------------------------------------- |
| 1 | 11 juin 2015    | Kowloon  | Hong Kong - Bhoutan | 7-0   | Éliminatoires de la Coupe d'Asie des nations de football 2019 |
| 2 | 13 octobre 2015 | Thimphou | Bhoutan - Hong Kong | 0-1   | Éliminatoires de la Coupe d'Asie des nations de football 2019 |

#### Bilan
Au 30 mars 2019 :
- Total de matchs disputés : 2
- Victoires de Hong Kong : 2
- Match nul : 0
- Victoires du Bhoutan : 0
- Total de buts marqués par Hong Kong : 8
- Total de buts marqués par le Bhoutan : 0

## I

### Inde

#### Confrontations
Confrontations entre l'Inde et le Bhoutan :
|   | Date              | Lieu      | Match          | Score    | Compétition                                        |
| - | ----------------- | --------- | -------------- | -------- | -------------------------------------------------- |
| 1 | 23 décembre 1985  | Dacca     | Inde - Bhoutan | 3-0      | Jeux sud-asiatiques de 1985 (gr. B)                |
| 2 | 28 septembre 1999 | Katmandou | Inde - Bhoutan | 3-0      | Jeux sud-asiatiques de 1999 (gr. B)                |
| 3 | 10 décembre 2005  | Karachi   | Inde - Bhoutan | 3-0      | Coupe d'Asie du Sud de football 2005 (gr. B)       |
| 4 | 11 juin 2008      | Malé      | Inde - Bhoutan | 2-1 (ap) | Coupe d'Asie du Sud de football 2008 (demi-finale) |
| 5 | 5 décembre 2011   | Delhi     | Inde - Bhoutan | 5-0      | Championnat d'Asie du Sud de football 2011 (gr. A) |
| 6 | 13 août 2016      | Thimphou  | Bhoutan - Inde | 0-3      | Match amical                                       |

#### Bilan
Au 30 mars 2019 :
- Total de matchs disputés : 6
- Victoires de l'Inde : 6
- Match nul : 0
- Victoires du Bhoutan : 0
- Total de buts marqués par l'Inde : 19
- Total de buts marqués par le Bhoutan : 1

### Indonésie

#### Confrontations
Confrontations entre l'Indonésie et le Bhoutan :
|   | Date            | Lieu    | Match               | Score | Compétition                                                  |
| - | --------------- | ------- | ------------------- | ----- | ------------------------------------------------------------ |
| 1 | 6 octobre 2003  | Djeddah | Indonésie - Bhoutan | 2-0   | Tour qualificatif à la Coupe d'Asie des nations 2004 (gr. C) |
| 2 | 13 octobre 2003 | Djeddah | Indonésie - Bhoutan | 2-0   | Tour qualificatif à la Coupe d'Asie des nations 2004 (gr. C) |

#### Bilan
Au 30 mars 2019 :
- Total de matchs disputés : 2
- Victoires de l'Indonésie : 2
- Match nul : 0
- Victoires du Bhoutan : 0
- Total de buts marqués par l'Indonésie : 4
- Total de buts marqués par le Bhoutan : 0

## K

### Koweït

#### Confrontations
Confrontations entre le Koweït et le Bhoutan :
|   | Date            | Lieu   | Match            | Score | Compétition                                                  |
| - | --------------- | ------ | ---------------- | ----- | ------------------------------------------------------------ |
| 1 | 14 février 2000 | Koweït | Koweït - Bhoutan | 20-0  | Tour préliminaire à la Coupe d'Asie des nations 2000 (gr. 5) |

#### Bilan
Au 30 mars 2019 :
- Total de matchs disputés : 1
- Victoires du Koweït : 1
- Match nul : 0
- Victoires du Bhoutan : 0
- Total de buts marqués par le Koweït : 20
- Total de buts marqués par le Bhoutan : 0

## M

### Malaisie

#### Confrontations
Confrontations entre la Malaisie et le Bhoutan :
|   | Date           | Lieu         | Match              | Score | Compétition  |
| - | -------------- | ------------ | ------------------ | ----- | ------------ |
| 1 | 1er avril 2018 | Kuala Lumpur | Malaisie - Bhoutan | 7-0   | Match amical |

#### Bilan
Au 31 mars 2019 :
- Total de matchs disputés : 1
- Victoires de la Malaisie : 1
- Match nul : 0
- Victoires du Bhoutan : 0
- Total de buts marqués par la Malaisie : 7
- Total de buts marqués par le Bhoutan : 0

### Maldives

#### Confrontations
Confrontations entre les Maldives et le Bhoutan :
|   | Date              | Lieu               | Match              | Score | Compétition                                                   |
| - | ----------------- | ------------------ | ------------------ | ----- | ------------------------------------------------------------- |
| 1 | 21 septembre 1984 | Katmandou          | Maldives - Bhoutan | 1-0   | Jeux sud-asiatiques de 1984                                   |
| 2 | 11 janvier 2003   | Dacca              | Maldives - Bhoutan | 6-0   | Coupe d'Asie du Sud de football 2003 (gr. B)                  |
| 3 | 18 avril 2009     | Malé               | Maldives - Bhoutan | 5-0   | AFC Challenge Cup 2010 (gr. B)                                |
| 4 | 4 septembre 2013  | Katmandou          | Bhoutan - Maldives | 2-8   | Championnat d'Asie du Sud de football 2013 (gr. B)            |
| 5 | 24 décembre 2015  | Thiruvananthapuram | Maldives - Bhoutan | 3-1   | Championnat d'Asie du Sud de football 2015 (gr. B)            |
| 6 | 8 octobre 2015    | Thimphou           | Bhoutan - Maldives | 3-4   | Éliminatoires de la Coupe d'Asie des nations de football 2019 |
| 7 | 29 mars 2016      | Malé               | Maldives - Bhoutan | 4-2   | Éliminatoires de la Coupe d'Asie des nations de football 2019 |
| 8 | 16 juin 2017      | Thimphou           | Bhoutan - Maldives | 0-2   | Éliminatoires de la Coupe d'Asie des nations de football 2019 |
| 9 | 27 mars 2018      | Malé               | Maldives - Bhoutan | 7-0   | Éliminatoires de la Coupe d'Asie des nations de football 2019 |

#### Bilan
Au 31 mars 2019 :
- Total de matchs disputés : 9
- Victoires des Maldives : 9
- Match nul : 0
- Victoires du Bhoutan : 0
- Total de buts marqués par les Maldives : 40
- Total de buts marqués par le Bhoutan : 8

### Mongolie

#### Confrontations
Confrontations entre la Mongolie et le Bhoutan :
|   | Date          | Lieu     | Match              | Score | Compétition                                                  |
| - | ------------- | -------- | ------------------ | ----- | ------------------------------------------------------------ |
| 1 | 27 avril 2003 | Thimphou | Bhoutan - Mongolie | 0-0   | Tour préliminaire à la Coupe d'Asie des nations 2004 (gr. F) |

#### Bilan
Au 31 mars 2019 :
- Total de matchs disputés : 1
- Victoires de la Mongolie : 0
- Match nul : 1
- Victoires du Bhoutan : 0
- Total de buts marqués par la Mongolie : 0
- Total de buts marqués par le Bhoutan : 0

### Montserrat

#### Confrontations
Confrontations entre le Bhoutan et Montserrat en matchs officiels :
|   | Date         | Lieu     | Match                | Score | Compétition  |
| - | ------------ | -------- | -------------------- | ----- | ------------ |
| 1 | 30 juin 2002 | Thimphou | Bhoutan - Montserrat | 4-0   | Match amical |

#### Bilan
Au 31 mars 2019 :
- Total de matchs disputés : 1
- Victoires du Bhoutan : 1
- Matchs nuls : 0
- Victoires de Montserrat : 0
- Total de buts marqués par le Bhoutan : 4
- Total de buts marqués par Montserrat : 0

## N

### Népal

#### Confrontations
Confrontations entre le Népal et le Bhoutan :
|    | Date              | Lieu       | Match           | Score | Compétition                                                  |
| -- | ----------------- | ---------- | --------------- | ----- | ------------------------------------------------------------ |
| 1  | 20 septembre 1984 | Katmandou  | Népal - Bhoutan | 5-0   | Jeux sud-asiatiques de 1984                                  |
| 2  | 22 décembre 1985  | Dacca      | Népal - Bhoutan | 1-0   | Jeux sud-asiatiques de 1985 (gr. B)                          |
| 3  | 23 novembre 1987  | Calcutta   | Népal - Bhoutan | 6-2   | Jeux sud-asiatiques de 1987 (gr. B)                          |
| 4  | 26 septembre 1999 | Katmandou  | Népal - Bhoutan | 7-0   | Jeux sud-asiatiques de 1999 (gr. B)                          |
| 5  | 12 février 2000   | Koweït     | Népal - Bhoutan | 3-0   | Tour préliminaire à la Coupe d'Asie des nations 2000 (gr. 5) |
| 6  | 13 janvier 2003   | Dacca      | Népal - Bhoutan | 2-0   | Coupe d'Asie du Sud de football 2003 (gr. B)                 |
| 7  | 12 décembre 2005  | Karachi    | Népal - Bhoutan | 3-1   | Coupe d'Asie du Sud de football 2005 (gr. B)                 |
| 8  | 2 avril 2006      | Chittagong | Népal - Bhoutan | 2-0   | AFC Challenge Cup 2006 (gr. B)                               |
| 9  | 29 novembre 2009  | Calcutta   | Népal - Bhoutan | 2-1   | Match amical                                                 |
| 10 | 17 mars 2011      | Pokhara    | Népal - Bhoutan | 1-0   | Match amical                                                 |
| 11 | 19 mars 2011      | Pokhara    | Népal - Bhoutan | 2-1   | Match amical                                                 |
| 12 | 6 septembre 2018  | Dacca      | Népal - Bhoutan | 4-0   | Championnat d'Asie du Sud de football 2018 (gr. A)           |

#### Bilan
Au 31 mars 2019 :
- Total de matchs disputés : 12
- Victoires du Népal : 12
- Match nul : 0
- Victoires du Bhoutan : 0
- Total de buts marqués par le Népal : 38
- Total de buts marqués par le Bhoutan : 5

## O

### Oman

#### Confrontations
Confrontations entre le Bhoutan et Oman en matchs officiels :
|   | Date             | Lieu     | Match          | Score | Compétition                                                   |
| - | ---------------- | -------- | -------------- | ----- | ------------------------------------------------------------- |
| 1 | 28 mars 2017     | Mascate  | Oman - Bhoutan | 14-0  | Éliminatoires de la Coupe d'Asie des nations de football 2019 |
| 2 | 14 novembre 2017 | Thimphou | Bhoutan - Oman | 2-4   | Éliminatoires de la Coupe d'Asie des nations de football 2019 |

#### Bilan
Au 31 mars 2019 :
- Total de matchs disputés : 2
- Victoires du Bhoutan : 0
- Matchs nuls : 0
- Victoires d'Oman : 2
- Total de buts marqués par le Bhoutan : 2
- Total de buts marqués par Oman : 18

## P

### Pakistan

#### Confrontations
Confrontations entre le Pakistan et le Bhoutan :
|   | Date              | Lieu      | Match              | Score | Compétition                                        |
| - | ----------------- | --------- | ------------------ | ----- | -------------------------------------------------- |
| 1 | 30 septembre 1999 | Katmandou | Pakistan - Bhoutan | 2-1   | Jeux sud-asiatiques de 1999 (gr. B)                |
| 2 | 8 décembre 2009   | Dacca     | Pakistan - Bhoutan | 7-0   | Coupe d'Asie du Sud de football 2009 (gr. B)       |
| 3 | 8 septembre 2018  | Dacca     | Pakistan - Bhoutan | 3-0   | Championnat d'Asie du Sud de football 2018 (gr. A) |

#### Bilan
Au 31 mars 2019 :
- Total de matchs disputés : 3
- Victoires du Pakistan : 3
- Match nul : 0
- Victoires du Bhoutan : 0
- Total de buts marqués par le Pakistan : 12
- Total de buts marqués par le Bhoutan : 1

### Palestine

#### Confrontations
Confrontations entre la Palestine et le Bhoutan :
|   | Date             | Lieu     | Match               | Score | Compétition                                                   |
| - | ---------------- | -------- | ------------------- | ----- | ------------------------------------------------------------- |
| 1 | 5 septembre 2017 | Thimphou | Bhoutan - Palestine | 0-2   | Éliminatoires de la Coupe d'Asie des nations de football 2019 |
| 2 | 10 octobre 2017  | Hébron   | Palestine - Bhoutan | 10-0  | Éliminatoires de la Coupe d'Asie des nations de football 2019 |

#### Bilan
Au 31 mars 2019 :
- Total de matchs disputés : 2
- Victoires de la Palestine : 2
- Match nul : 0
- Victoires du Bhoutan : 0
- Total de buts marqués par la Palestine : 12
- Total de buts marqués par le Bhoutan : 0

### Philippines

#### Confrontations
Confrontations entre les Philippines et le Bhoutan :
|   | Date          | Lieu   | Match                 | Score | Compétition                    |
| - | ------------- | ------ | --------------------- | ----- | ------------------------------ |
| 1 | 17 mai 2008   | Iloilo | Philippines - Bhoutan | 3-0   | AFC Challenge Cup 2008 (gr. B) |
| 2 | 14 avril 2009 | Malé   | Philippines - Bhoutan | 1-0   | AFC Challenge Cup 2010 (gr. B) |

#### Bilan
Au 31 mars 2019 :
- Total de matchs disputés : 2
- Victoires des Philippines : 2
- Match nul : 0
- Victoires du Bhoutan : 0
- Total de buts marqués par les Philippines : 4
- Total de buts marqués par le Bhoutan : 0

## Q

### Qatar

#### Confrontations
Confrontations entre le Qatar et le Bhoutan :
|   | Date             | Lieu     | Match           | Score | Compétition                                                   |
| - | ---------------- | -------- | --------------- | ----- | ------------------------------------------------------------- |
| 1 | 3 septembre 2015 | Doha     | Qatar - Bhoutan | 15-0  | Éliminatoires de la Coupe d'Asie des nations de football 2019 |
| 2 | 17 novembre 2015 | Thimphou | Bhoutan - Qatar | 0-3   | Éliminatoires de la Coupe d'Asie des nations de football 2019 |

#### Bilan
Au 31 mars 2019 :
- Total de matchs disputés : 2
- Victoires du Qatar : 2
- Match nul : 0
- Victoires du Bhoutan : 0
- Total de buts marqués par le Qatar : 18
- Total de buts marqués par le Bhoutan : 0

## S

### Sri Lanka

#### Confrontations
Confrontations entre le Sri Lanka et le Bhoutan :
|   | Date             | Lieu         | Match               | Score | Compétition                                                   |
| - | ---------------- | ------------ | ------------------- | ----- | ------------------------------------------------------------- |
| 1 | 4 avril 2006     | Chittagong   | Sri Lanka - Bhoutan | 1-0   | AFC Challenge Cup 2006 (gr. B)                                |
| 2 | 6 juin 2008      | Colombo      | Sri Lanka - Bhoutan | 2-0   | Coupe d'Asie du Sud de football 2008 (gr. B)                  |
| 3 | 6 décembre 2009  | Dacca        | Sri Lanka - Bhoutan | 6-0   | Coupe d'Asie du Sud de football 2009 (gr. B)                  |
| 4 | 3 décembre 2011  | Delhi        | Sri Lanka - Bhoutan | 3-0   | Championnat d'Asie du Sud de football 2011 (gr. A)            |
| 5 | 6 septembre 2013 | Katmandou    | Sri Lanka - Bhoutan | 5-2   | Championnat d'Asie du Sud de football 2013 (gr. B)            |
| 6 | 12 mars 2015     | Nawalapitiya | Sri Lanka - Bhoutan | 0-1   | Éliminatoires de la Coupe d'Asie des nations de football 2019 |
| 7 | 17 mars 2015     | Thimphou     | Bhoutan - Sri Lanka | 2-1   | Éliminatoires de la Coupe d'Asie des nations de football 2019 |

#### Bilan
Au 31 mars 2019 :
- Total de matchs disputés : 7
- Victoires du Sri Lanka : 5
- Match nul : 0
- Victoires du Bhoutan : 2
- Total de buts marqués par le Sri Lanka : 18
- Total de buts marqués par le Bhoutan : 5

## T

### Tadjikistan

#### Confrontations
Confrontations entre le Tadjikistan et le Bhoutan :
|   | Date        | Lieu   | Match                 | Score | Compétition                    |
| - | ----------- | ------ | --------------------- | ----- | ------------------------------ |
| 1 | 13 mai 2008 | Iloilo | Bhoutan - Tadjikistan | 1-3   | AFC Challenge Cup 2008 (gr. B) |

#### Bilan
Au 31 mars 2019 :
- Total de matchs disputés : 1
- Victoires du Tadjikistan : 1
- Match nul : 0
- Victoires du Bhoutan : 0
- Total de buts marqués par le Tadjikistan : 3
- Total de buts marqués par le Bhoutan : 1

### Thaïlande

#### Confrontations
Confrontations entre la Thaïlande et le Bhoutan :
|   | Date             | Lieu    | Match               | Score | Compétition  |
| - | ---------------- | ------- | ------------------- | ----- | ------------ |
| 1 | 14 décembre 2012 | Bangkok | Thaïlande - Bhoutan | 5-0   | Match amical |

#### Bilan
Au 31 mars 2019 :
- Total de matchs disputés : 1
- Victoires de la Thaïlande : 1
- Match nul : 0
- Victoires du Bhoutan : 0
- Total de buts marqués par la Thaïlande : 5
- Total de buts marqués par le Bhoutan : 0

### Turkménistan

#### Confrontations
Confrontations entre le Turkménistan et le Bhoutan :
|   | Date            | Lieu   | Match                  | Score | Compétition                                                  |
| - | --------------- | ------ | ---------------------- | ----- | ------------------------------------------------------------ |
| 1 | 16 février 2000 | Koweït | Bhoutan - Turkménistan | 0-8   | Tour préliminaire à la Coupe d'Asie des nations 2000 (gr. 5) |
| 2 | 16 avril 2009   | Malé   | Bhoutan - Turkménistan | 0-7   | AFC Challenge Cup 2010 (gr. B)                               |

#### Bilan
Au 31 mars 2019 :
- Total de matchs disputés : 2
- Victoires du Turkménistan : 2
- Match nul : 0
- Victoires du Bhoutan : 0
- Total de buts marqués par le Turkménistan : 15
- Total de buts marqués par le Bhoutan : 0

## Y

### Yémen

#### Confrontations
Confrontations entre le Yémen et le Bhoutan :
|   | Date            | Lieu    | Match           | Score | Compétition                                                  |
| - | --------------- | ------- | --------------- | ----- | ------------------------------------------------------------ |
| 1 | 18 février 2000 | Koweït  | Yémen - Bhoutan | 11-2  | Tour préliminaire à la Coupe d'Asie des nations 2000 (gr. 5) |
| 2 | 10 octobre 2003 | Djeddah | Yémen - Bhoutan | 8-0   | Tour qualificatif à la Coupe d'Asie des nations 2004 (gr. C) |
| 3 | 17 octobre 2003 | Djeddah | Yémen - Bhoutan | 4-0   | Tour qualificatif à la Coupe d'Asie des nations 2004 (gr. C) |

#### Bilan
Au 31 mars 2019 :
- Total de matchs disputés : 3
- Victoires du Yémen : 3
- Match nul : 0
- Victoires du Bhoutan : 0
- Total de buts marqués par le Yémen : 23
- Total de buts marqués par le Bhoutan : 2